# بورتون ريختر
بورتون ريختر (بالإنجليزية: Burton Richter)؛ (22 مارس 1931 - 18 يوليو 2018)، هو فيزيائي أمريكي حصل على جائزة نوبل للفيزياء سنة 1976. اشترك معه في جائزة نوبل عالم الفيزياء صمويل تينج . حازا عليها «لأعمالهم الرائدة لاكتشاف أحد الجسيمات الأولية الثقيلة من نوع جديد ؛ لاكتشافهما جسيم (J/ψ particle)».
```
؛ .
```

## روابط خارجية
- بورتون ريختر على موقع الموسوعة البريطانية (الإنجليزية)
- بورتون ريختر على موقع مونزينجر (الألمانية)
- بورتون ريختر على موقع إن إن دي بي (الإنجليزية)